# هيكلية الكونغرس الأمريكي

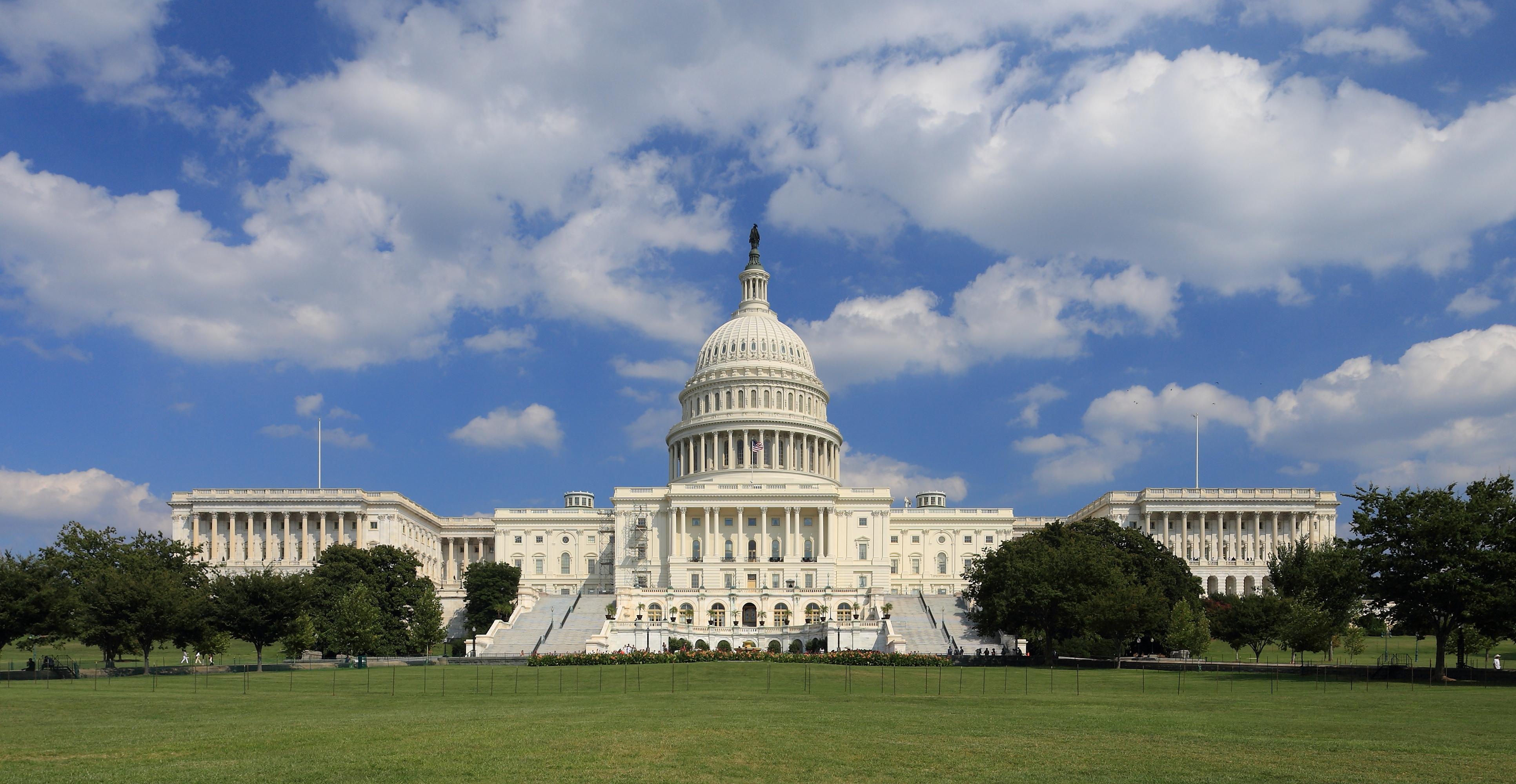

تعتبر هيكلية الكونغرس الأمريكي معقدة، فهي تتكون من مجلس شيوخ ومجلس نواب منفصلين مع عدد هائل من اللجان التي تتناول مجموعة متباينة من المواضيع، ويترأسها قادة منتخبون. وتدير بعض اللجان لجانًا أخرى. يتمتع أعضاء الكونغرس بامتيازات مختلفة لمساعدة الرؤساء في خدمة المصلحة الوطنية فضلاً عن تقاضيهم رواتب ومعاشات تقاعدية. شكل الكونغرس مكتبة الكونغرس لتقديم يد العون في إجراء التحقيقات وطور مكتب محاسبة الحكومة ليساعده في تحليل النفقات الفيدرالية المعقدة والمتنوعة. 

## اللجان
تقوم اللجان بمعظم أعمال الكونغرس التشريعية. فمن غير المتوقع أو الممكن أن يكون عضو الكونغرس خبيرًا في كافة المسائل والمواضيع المعروضة على الكونغرس. وتقدم لجان الكونغرس خدمات إعلامية قيمة للكونغرس من خلال التحقيق وتقديم التقارير في ما يتعلق بموضوع متخصص.
على الرغم من عدم قدرة الكونغرس على الاستغناء عن هذه الوظيفة التحقيقية، فإن بعض الإجراءات مثل عملية تقديم عريضة إعفاء مجلس النواب (عملية طرح مشروع قانون على المجلس من دون تقرير من لجنة معينة أو موافقة إلزامية من قيادتها) يصعب جدًا تنفيذها لدرجة أن نطاق اختصاص اللجان القضائي بشأن موضوع معين من مواضيع مشاريع القوانين قد توسع إلى سلطة شبه مستقلة. من أصل 73 عريضة إعفاء قُدمت إلى المجلس بكامل أعضائه منذ عام 1995 وصولاً إلى عام 2007، لم تنجح سوى عريضة واحدة  في الحصول على تصويت نهائي بنعم أو لا لصالح مشروع قانون عُرض على مجلس النواب. فإطلاق تسمية إقطاعيات مستقلة على لجان الكونغرس لم تكن من دون سبب.
في عام 1931 خفَّضت حركة إصلاحية مؤقتًا عدد التوقيعات اللازمة للموافقة على عرائض الإعفاء في مجلس النواب الأمريكي من أغلبية دستورية تبلغ 218 إلى 145، أي من نصف إلى ثلث أعضاء مجلس النواب. ألغِي هذا الإصلاح نتيجةً لهجومٍ مقابل شنته الأوليغارشية (حكم الأقلية) في مجلس النواب. لذا فإن عصر الركود الكبير يمثل التغيير الشامل الأخير، وإن كان قصير الأمد، في استقلالية اللجان الدائمة في مجلس النواب. فيما يتعلق باستراتيجية الإصلاح الدائم في نظام اللجان المستقلة، انظر الاستشهاد.
في سياق عمل اللجان، كثيرًا ما يطور الأعضاء خبراتهم الشخصية في المسائل الواقعة ضمن الاختصاص القضائي للجنتهم (لجانهم).  وكثيرًا ما يتم الاستشهاد بمثل هذه الخبرات، أو الادعاءات المتعلقة بها، أثناء الخلافات المتمحورة حول ما إذا كان على الهيئة الرئيسة الانحناء لسلبيات اللجان المتعنتة.
يقسم الكونغرس سلطته التشريعية، وعمليات الاشراف، والمهام الإدارية الداخلية بين حوالي مائتي لجنة ولجنة فرعية. ففي إطار المجالات المخصصة، تجمع هذه الوحدات الفرعية الوظيفية المعلومات، وتقارن البدائل التشريعية وتقيمها، وتحدد المشاكل الكامنة في السياسات وتقترح الحلول، وتختار، وتحدد، وتقدم تقارير حول الاجراءات للنظر فيها بالكامل من قبل المجلس، وترصد أداء الفرع التنفيذي (الإشراف)، وتحقق في مزاعم ارتكاب المخالفات.
قد يتأثر القرار بشأن المجالات التي يود الأعضاء التخصص فيها بدائرتهم الانتخابية وبالقضايا الإقليمية التي تهمهم، بالإضافة إلى الخلفية والخبرة السابقة التي يمتلكها العضو. يحاول أعضاء مجلس الشيوخ تمييز أنفسهم عن أعضاء مجلس الشيوخ الأخر من نفس الولاية، حتى لا تتداخل مجالات التخصص. 
ينظر إلى لجنة الطرق والوسائل على أنها لجنة ذات سلطة عالية لأنها كانت تسيطر على جوانب أخرى من شؤون مجلس النواب.